# 刺斑短吻獅子魚
刺斑短吻獅子魚，為輻鰭魚綱鮋形目杜父魚亞目獅子魚科的其中一種，分布於東北大西洋Porcupine海盆，棲息深度約4100公尺，為深海底棲性魚類，屬肉食性，體長可達21公分，生活習性不明。

## 擴展閱讀
維基物種上的相關：刺斑短吻獅子魚